# Мадона дел Лате (Латина)
Мадона дел Лате је насеље у Италији у округу Латина, региону Лацио.
Према процени из 2011. у насељу је живело 100 становника. Насеље се налази на надморској висини од 370 м.